# Вулиця Гарматія (Львів)
Вулиця Гарматія — вулиця у Залізничному районі міста Львова, в місцевості Сигнівка. Сполучає від вулиці Каховську та Патона.

## Історія
Виникла на початку XX століття у складі передміського селища Сигнівка. Після входження селища до меж міста 11 квітня 1930 року, вулиці колишнього села були перейменовані або ж новоутвореним вулицям надавалися певні назви. Так, у 1933 році вулиця отримала назву Парафіяльна бічна, на честь парафіяльного храму Сигнівки — костелу святих апостолів Петра і Павла (нині — храм Святого Архистратига Михаїла), розташованого на тодішній вулиці Парафіяльній (нинішня вулиця Каховська). Під час німецької окупації, у 1943 році вулиця отримала німецький аналог попередньої назви — Зиґньовер-Пфарр-Небенґассе. За радянських часів, у липні 1944 року на деякий час повернуто вулиці передвоєнну назву, проте вже 1946 року вулицю перейменували на Каховську бічну. 1993 року, вже за часів незалежності, відбулося чергове перейменування і вулицю було названо на честь українського педагога, фольклориста, етнографа Луки Гарматія.

## Забудова
Вулиця Гарматія забудована двоповерховими будинками у стилі радянського конструктивізму 1950-х років, також будинками барачного типу. В будинку під № 9 міститься офісний центр.